# Glaphyriopsis brunnea
Glaphyriopsis brunnea är en svampart som beskrevs av B. Sutton & Pascoe 1987. Glaphyriopsis brunnea ingår i släktet Glaphyriopsis, divisionen sporsäcksvampar och riket svampar.   Inga underarter finns listade i Catalogue of Life.